# Powitanie

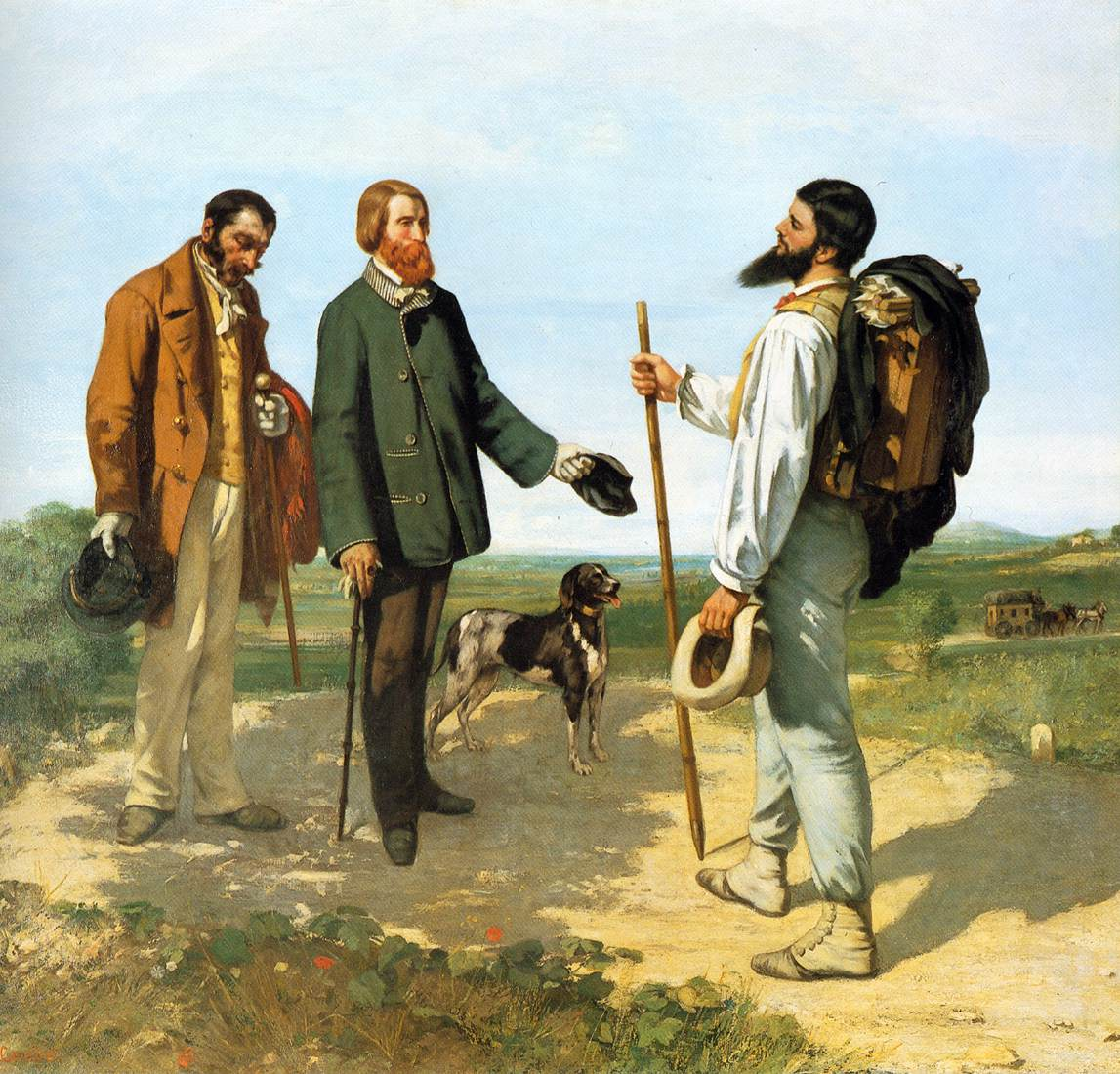
Gustave Courbet, Dzień dobry, panie Courbet, olej na płótnie, 1854

Powitanie – forma zwrotu grzecznościowego lub gest wykonywany podczas witania się z inną osobą.
Istnieje wiele rodzajów powitań, które stosowane są w różnych sytuacjach, w zależności od stopnia zażyłości pomiędzy witającymi się osobami (por. „dzień dobry” a „cześć”), pory dnia (por. „dzień dobry” a „dobry wieczór”), czy okoliczności spotkania ("Szczęść Boże"). Słowa wypowiadane przy powitaniu mogą wyrażać szacunek wobec spotkanej osoby, lub być formą czysto grzecznościową. Często stanowią wyraz radości ze spotkania, lub są wręcz żartem słownym. Poprzez charakterystyczny zwrot użyty przy powitaniu można też okazywać przynależność do określonej grupy społecznej, zawodowej, lub wyznaniowej.

## Gesty wykonywane jako powitanie
- uścisk dłoni
- zdjęcie na chwilę nakrycia głowy lub lekkie uniesienie go do góry
- uniesienie otwartej dłoni do góry
- skinienie głową
- „przybicie piątki” (uderzenie otwartą dłonią o dłoń drugiej osoby)
- „przybicie rzymskiej piątki” jw., ale tylko dwoma palcami (w znaku wiktoriańskim)
- uśmiech
- salutowanie (oddawanie honorów osobom o wyższym stopniu w wojsku i służbach mundurowych)
- całowanie ręki (mężczyzna całuje nadgarstek kobiety)
- całowanie się w policzki (stosowane w bliższych kontaktach pomiędzy witającymi się osobami)
- obejmowanie się ramionami
- obejmowanie się ramionami na tzw. niedźwiedzia (popularne w Rosji)
- może również przybierać inne formy (formalne lub nie) w zależności od przyjętych zwyczajów w danej grupie ludzi (np. tzw. „żółwik” – lekkie wzajemne zbliżenie palców dłoni zaciśniętych w pięść).